# Andong
För andra betydelser, se Andong (olika betydelser).

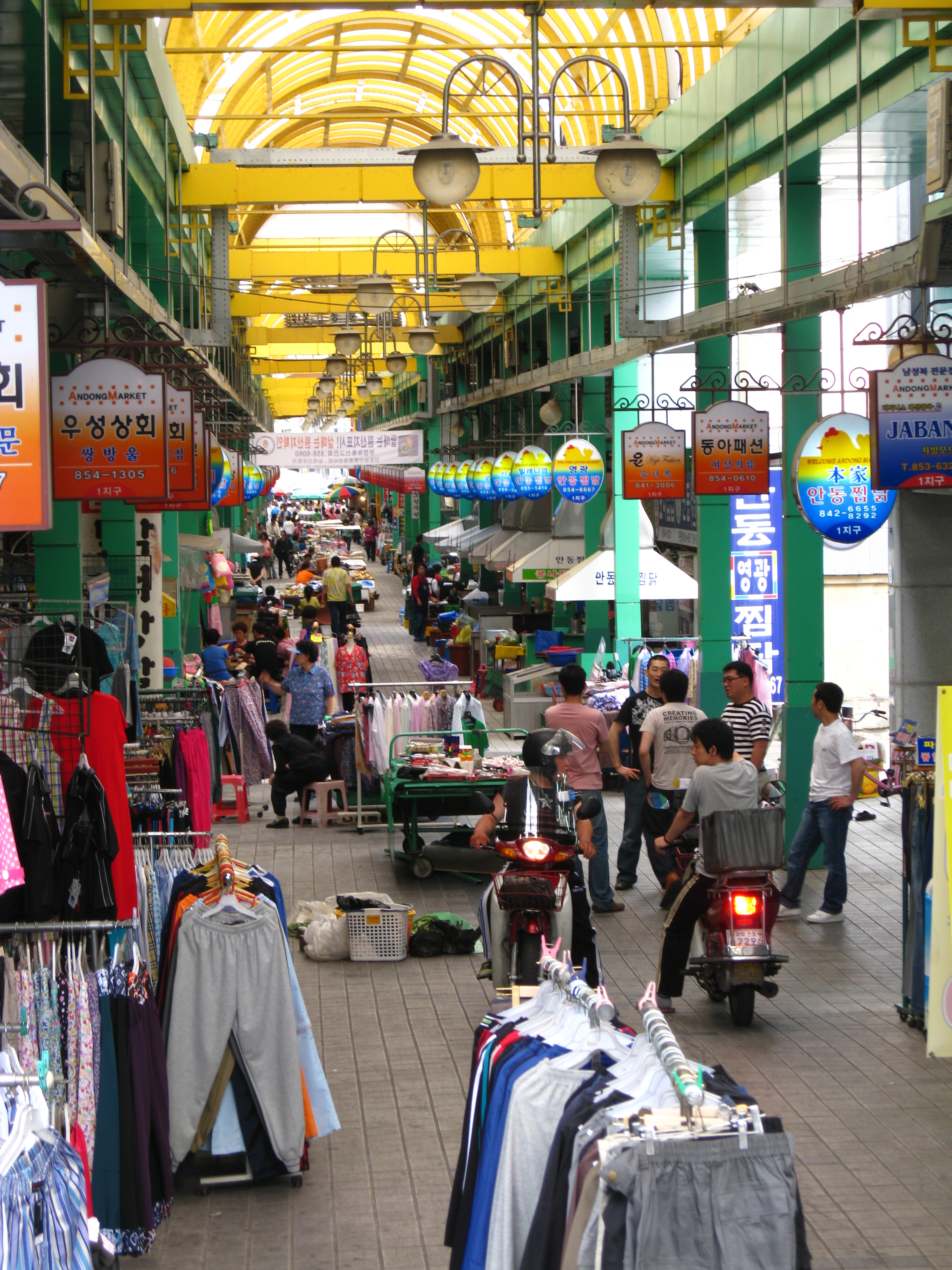
Marknadsstråk i Andong.

Andong (hangul: 안동시; hanja: 安東市) är en stad i provinsen Norra Gyeongsang i Sydkorea. Kommunen hade 160 217 invånare i slutet av 2020.  Provinsförvaltningen för Norra Gyeongsang har sitt säte i Pungcheon-myeon, cirka 20 kilometer väster om centrala Andong. I Pungcheon-myeon ligger även byn Hahoe, en del av världsarvet Historiska byar i Korea.

## Administrativ indelning
Centralorten har 116 559 invånare (2020) på 84,04 km² och är indelad i 10 administrativa stadsdelar (dong):
Angi-dong,
Gangnam-dong,
Junggu-dong,
Myeongnyun-dong,
Ok-dong,
Pyeonghwa-dong,
Seogu-dong,
Songha-dong,
Taehwa-dong och
Yongsang-dong.
Resten av kommunen har 43 658 invånare (2020) på 1438,05 km² och är indelad i en köping (eup) och 13 socknar (myeon):
Bukhu-myeon,
Dosan-myeon,
Giran-myeon,
Iljik-myeon,
Imdong-myeon,
Imha-myeon,
Namhu-myeon,
Namseon-myeon,
Nokjeon-myeon,
Pungcheon-myeon,
Pungsan-eup,
Seohu-myeon,
Waryong-myeon och
Yean-myeon.